# Château de la Mogère
Le château de la Mogère, localisé à Montpellier près du nouveau quartier d’Odysseum, est une folie montpelliéraine caractéristique, construite en 1715 et classé monument historique depuis 1945.

## Histoire
Le domaine de la Mogère a été acheté par Fulcran Limozin en 1707. La construction a débuté en 1715 suivant les plans de l'architecte Jean Giral également auteur de nombreux monuments comme l'hôtel de Cambacérès-Murles, place de la Canourgue.
Depuis le deuxième propriétaire, le château est resté dans la même famille. Il a appartenu entre autres à Jacques-Joseph de Boussairolles (1741-1814) qui fut conseiller à la Cour des Comptes, puis Président de la cour impériale et baron d'Empire en 1813. Il est maintenant géré par Gaston de Saporta qui propose des visites guidées.

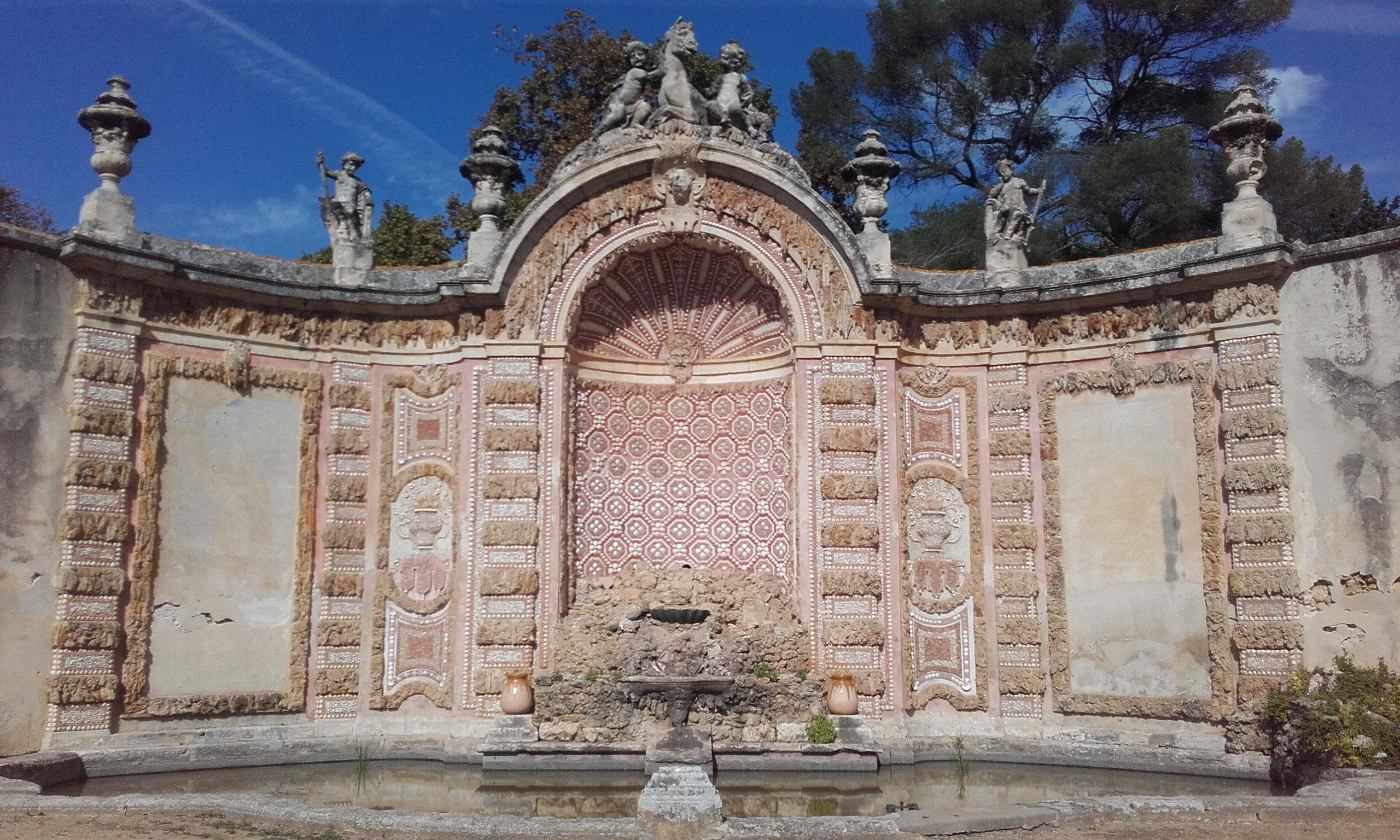
Buffet d'eau du château de la Mogère

Le buffet d'eau, le parterre situé en avant du buffet d'eau, l'aqueduc et la fontaine sont classés au monuments historiques par arrêté du 20 avril 1945. Les façades et les toitures du château et des communs ainsi que l'ensemble du parc sont classés depuis le 1er avril 1966.

## Mobilier
Le château renferme du mobilier protégé :
- Le tableau d'une nature morte du XVIIe siècle classé à titre objet depuis le 18 novembre 1965[2] ;
- Le portrait de Jacques-Joseph de Boussairoles, conseiller à la cour des aides, en médaillon sur un bas-relief daté de 1783, classé à titre objet depuis le 28 avril 1964[3] ;
- Des chaises d'époque Directoire classées à titre objet depuis le 28 avril 1964[4] ;
- Des chaises d'époque Louis XVI classées à titre objet depuis le 28 avril 1964[5] ;
- Des bas-reliefs du XVIIIe siècle classés à titre objet depuis le 28 avril 1964[6].

## Expositions
En avril 2015, vingt street-artistes dont Mademoiselle Maurice ont investi le parc du château afin d'exposer leurs œuvres sur des cubes de bois de deux mètres de haut et des installations éphémères dans les jardins. Cette exposition, organisée par l’association Montpellier Loves Street Art et dénommée « Garden P(Arty) » gratuite était d'accès libre et ouverte à tous.